# TBN 차차차 (경남)
TBN 차차차는 TBN 경남교통방송(창원 FM 95.5㎒, 진주 FM 100.1㎒, 거창 FM 107.3㎒)에서 평일 낮 12시 5분부터 1시 53분까지 방송되는 경남권 지역의 라디오 음악 프로그램이다.

## 매일코너
- 정나미의 별난국어 따라잡기 시즌2(1부) : 경남 곳곳에 숨겨진 사투리를 찾아 콩트로 풀어내는 코너. 오늘 강세이와 할머니는 어떤 사투리로 세대공감을 이룰까?
- 차차차 가요퀴즈(1부) : 트로트로 만들 수 있는 세상의 모든 퀴즈를 내드립니다. 맞춰주세요!
- 차차차 선곡 꼬리물기(2부) : 업디를 설득시킬 수 있는 어떤 이유라도 좋다! 차차차가 선정한 오늘의 노래와 어울리는 노래를 청취자가 직접 선곡해보는 코너.

## 요일코너
- 월요일
  - 라떼는 말이야~ : 라떼는 말이야~ 본방사수가 필수였어! 우리를 TV 앞으로 모이게 만들었던 드라마, 영화, 음악프로그램, 개그프로그램을 매주 다른 콩트와 이야기로 만나봅니다. 본격 추억여행 시간! (*개그맨 허동환 출연)
  - 로즈쌤과 함께하는‘니 취팔르마’ : 점심은 먹고 일하니? 인사치레처럼 하는 말들을 중국어로 배워봅니다. 유쾌한 장미쌤과 콩트로 풀어보는 오늘의 중국어 한마디! (*중국어강사 장미 출연)
- 화요일
  - 라이언쌤의 트롯학개론 : 인기 트로트를 배워보는 시간 (*가수 정혜인 출연)
  - 와글와글 혜지의 장바구니 : 전통시장에 양혜지 캐스터가 떴다! 창원의 전통시장 곳곳을 돌아다니며 음식, 물건, 유명인사, 명소의 소리를 담아봅니다. 관련된 퀴즈도 풀고 생생한 사람소리도 들어보는 코너.(*양혜지 캐스터 출연)
- 수요일
  - 우야꼬 우야꼬~철이의 고민상담소 : 점심 둘 중에 뭐먹죠? 내 남편은 왜 이럴까? 우리사이 시시비비 좀 가려주세요! 배고픈 점심시간, 듣기만 해도 배부른 속풀이 시간! 청취자의 사소한 고민, 정확히 이분법적인 결론이 필요한 고민, 자칭타칭 고민상담 전문가 전철이 해결해드립니다. (*방송인 전철 출연)
  - 낢 퀴즈 온더 로드 : 청취자가 고른 랜덤 퀴즈로 벌이는 나미와의 퀴즈 대결! 준비된 퀴즈는 다양하고 상품도 있고 나미도 있는데 망설이면 안돼! 준비하시고~ 도전! (*청취자 전화연결)
- 목요일
  - 앙케이트 톡톡 : 그때 그 시절, 혹은 최근 앙케이트로 옛날 혹은 요즘 사람들의 생각을 읽어보는 코너 (*개그맨 김한율 출연)
  - 신나는 라이브쇼 : 인기 트로트 가수를 초청해 라이브와 근황을 들어보는 흥이 절로나는 라이브쇼!
- 금요일
  - 이경위의 그린라이트 : 상황극을 통해 교통사고 현황과 최신 교통안전 수칙을 알아보는 시간 (*이은미 경위 출연)
  - 선곡배달 왔어요~! : 한 주 간의 청취자 신청곡과 사연을 전해주는 시간
  - 오늘은 무슨데이? 금요일이데이! : 매주 다르게 진행되는 ‘청취자DAY’ 코너. 이번 한 주 수고한 나 자신을 위로하는 ‘욕본데이’, 오늘 먹은 점심을 자랑하는 ‘맛있데이’, 지금 차차차를 듣고 있는 청취자와 즉석 전화데이트를 해보는 ‘전화한데이’, ‘보고싶데이’, 주변에 칭찬하고 싶은 사람들을 소개하는 ‘칭찬한데이’ 등 그날 그날 주제를 바꿔가며 차차차가 청취자의 희로애락을 함께 합니다.